# 第26集团军 (苏联)
第26集团军是苏联陆军的一个集团军。
首次于1940年建立，1947年解散，曾参与第二次世界大战苏德战争，战争初期隶属西南方面军，于基辅战役期间被消灭，后重建。1941年11月第三次重建后编入突击第2集团军。1945年战争结束时，第26集团军驻扎于罗马尼亚，归苏军南方集群。1947年解散，余部撤回到乌克兰。